# Křížová cesta (Hamry)
Zaniklá Křížová cesta v Hamrech na Klatovsku se nacházela přibližně 1,5 kilometru severně od obce.

## Historie
Křížová cesta byla vybudována v okolí kostela Panny Marie Bolestné. Cestu tvořilo čtrnáct žulových sloupků v podobě Božích muk. Sloupků se dochovalo devět a byly bez obrázků.
Kostel Panny Marie Bolestné z roku 1773, zvaný též Kollerův kostel, byl znovu opraven a poté vysvěcen roku 1993. Vede k němu pěší stezka s názvem "Společná cesta Panny Marie Bolestné s Ježíškem", která byla vysvěcena plzeňským biskupem Františkem Radkovským 5. září 2004. Do osmi původních žulových kamenů z bývalé křížové cesty byly osazeny keramické plastiky vyjadřující sedm bolestí Panny Marie. Další čtyři plastiky od klatovského keramika Gustava Fifky jsou umístěny v prostoru kostela.